# ザ・イングリッシュ・ゲーム
『ザ・イングリッシュ・ゲーム』（原題: The English Game）は、2020年に配信されたイギリスのテレビドラマシリーズ。1870年代のイギリスを舞台に近代サッカーの起源を描く。ジュリアン・フェロウズ、トニー・チャールズ、オリヴァー・コットンが企画・制作し、エドワード・ホルクロフト、ケヴィン・ガスリーらが出演した。全6話のミニシリーズで、2020年3月20日にNetflixが全世界へ配信した。

## あらすじ
1870年代のイギリスでは、サッカーは富裕層のスポーツだった。勝利を目指すチームで、労働者階級と上流階級の異なる2人のサッカー選手の人生が交差する。

## キャスト

### メイン
アーサー・キネアード
演 - エドワード・ホルクロフト
ファーガス・スーター
演 - ケヴィン・ガスリー
アルマ・キネアード
演 - シャーロット・ホープ
マーサ・アーモンド
演 - 二―ヴ・ウォルシュ
ジェームズ・ウォルシュ
演 - クレイグ・パーキンソン
ジミー・ラブ
演 - ジェームズ・ハークネス

### サポーティング
John Cartwright
演 - ベン・バット
Tommy Marshall
演 - ジェラルド・カーンズ
Alfred Lyttelton
演 - ヘンリー・ロイド＝ヒューズ
Doris Platt
演 - ケリー・ヘイズ
Ted Stokes
演 - ジョンシー・エルモア
Ada Hornby
演 - メアリー・ヒギンズ
Smalley
演 - サム・キーリー
Monkey Hornby
演 - ハリー・ミシェル
Tom Hindle
演 - フィリップ・ヒル＝ピアソン

### リカーリング
Francis Marindin
演 - ダニエル・イングス
Laura Lyttelton
演 - ケイト・フィリップス
Lydia Cartwright
演 - ケリー・プライス
Lord Kinnaird
演 - アンソニー・アンドリュース
Lady Kinnaird
演 - シルヴェストラ・ル・トゥーゼル
Davy Burns
演 - サミー・ヘイマン
Betsy Cronshaw
演 - ララ・ピーク
Jack Hunter
演 - ジョン・アスキュー
Douglas Suter
演 - マイケル・ナードン
Aileen Suter
演 - ケイト・ディッキー

## エピソード
| 通算 話数 | タイトル                  | 監督              | 脚本                                                               | 公開日        |
| --------- | ------------------------- | ----------------- | ------------------------------------------------------------------ | ------------- |
| 1         | "エピソード1" "Episode 1" | Birgitte Stærmose | ジュリアン・フェロウズ, Tony Charles, Oliver Cotton & Ben Vanstone | 2020年3月20日 |
| 2         | "エピソード2" "Episode 2" | Birgitte Stærmose | ジュリアン・フェロウズ & Ben Vanstone                              | 2020年3月20日 |
| 3         | "エピソード3" "Episode 3" | Birgitte Stærmose | ジュリアン・フェロウズ & Gabbie Asher                              | 2020年3月20日 |
| 4         | "エピソード4" "Episode 4" | Tim Fywell        | ジュリアン・フェロウズ & Sam Hoare                                 | 2020年3月20日 |
| 5         | "エピソード5" "Episode 5" | Tim Fywell        | ジュリアン・フェロウズ & Geoff Bussetil                            | 2020年3月20日 |
| 6         | "エピソード6" "Episode 6" | Tim Fywell        | ジュリアン・フェロウズ & Ben Vanstone                              | 2020年3月20日 |

## 製作
2018年4月、『ダウントン・アビー』の生みの親であるジュリアン・フェロウズが初めてNetflixシリーズの脚本と製作を務めることが発表された。2019年5月、イギリス北部を中心に製作が進められた。

## 評価

### 批評
本作は批評集積サイトのMetacriticに4件のレビューがあり、加重平均値は62/100となっている。